# Estcourt (canton)
Pour les articles homonymes, voir Estcourt.
Estcourt est un canton canadien de l'est du Québec situé dans la municipalité régionale de comté du Témiscouata dans la région administrative du Bas-Saint-Laurent. Il fut proclamé officiellement le 1er septembre 1866. Il couvre une superficie de 18 820 hectares.

## Toponymie
Le toponyme Estcourt est en l'honneur du militaire et arpenteur S. V. D. Estcourt.